# Церковь Пюха
Церковь Пюха (эст. Püha kirik) — церковь, находящаяся в Эстонии, на острове Сааремаа, в деревне Пюха. Полное название — Церковь Святого Иакова (эст. Püha Jakobi kirik). В настоящее время принадлежит лютеранскому приходу, входящему в Эстонскую евангелическо-лютеранскую церковь. Является одной из самых старых работающих церквей на Сааремаа.

## История
Церковь была построена во второй половине XIII века. В XIV веке временная деревянная постройка была заменена каменным зданием. В 1576 году, в ходе Ливонской войны, церковь была сожжена Иваном Грозным. Восстановлена в 1603 году.
В 2014 году департамент охраны памятников старины выделил 100 000 евро на реставрацию церкви.